# 矮优越虎耳草
矮优越虎耳草（学名：Saxifraga egregioides）为虎耳草科虎耳草属下的一个种。

## 扩展阅读
維基物種上的相關：矮优越虎耳草